# 阿德爾菲亞 (新澤西州)
阿德爾菲亞（英語：Adelphia）是位於美國新澤西州蒙茅斯縣的非建制地區。

## 歷史
阿德爾菲亞的郵局自1901年營運至今。

## 地理
阿德爾菲亞所處的海拔為高於海平面30米（即98英呎），而該地所採用的時區為UTC-5，即北美东部时区（EST）。同時該地設有夏令時間，為UTC-5調快一小時，即UTC-4（EDT）。